# Gaúcho-grande
Gaúcho-grande  (Agriornis lividus) é uma espécie de ave da família Tyrannidae.
Pode ser encontrada nos seguintes países: Argentina e Chile.
Os seus habitats naturais são: matagal árido tropical ou subtropical, matagal tropical ou subtropical de alta altitude e pastagens.